# Schmitten im Taunus
Pour les articles homonymes, voir Schmitten.
Schmitten im Taunus (jusqu'au 25 août 2021 Schmitten) est une commune de Hesse (Allemagne), située dans l'arrondissement du Haut-Taunus, dans le district de Darmstadt.
Schmitten est jumelé avec Courtomer, Moulins-la-Marche et Sainte-Gauburge-Sainte-Colombe depuis 1981.

## Personnalités liées à la ville
- Anton Raky (1868-1943), géologue né à Seelenberg.
- Gerhard Zwerenz (1925-2015), écrivain mort à Oberreifenberg.